# Elvira de Castilia
Elvira of Castile (c. 1100 – 8 February 1135) a fost prima regină a Siciliei.

## Copilărie
Elvira era fiică a regelui Alfonso al VI-lea al Castiliei cu cea de a patra regină a sa, Isabella (probabil aceeași cu Zaida de Sevilla, musulmană convertită și botezată sub numele de Isabel, care fusese amanta regelui). Elvira a fost crescută la Toledo, astfel că a fost martora perioadei de convivencia dintre maurii, creștinii și evreii din Peninsula Iberică, situație pe care o va regăsi ulterior și în Sicilia.

## Căsătorie
Elvira a fost căsătorită cu contele Roger al II-lea de Sicilia în 1117, cu care s-a văzut apoi doar rareori, dat fiind că acesta era preocupat cu rebeliunile ce aveau loc în Peninsula Italică, în vreme ce Elvira se afla cu copiii lor în Palermo, capitala Siciliei. Cu toate acestea, se pare că a fost vorba de un mariaj fericit. În 1130, Elvira a devenit regină, atunci când soțul ei a preluat coroana regală de Sicilia. Ea i-a născut lui Roger cinci fii și o fiică până în 1135.
În acel an, atât Roger cât și Elvira au căzut bolnavi. Boala era gravă și infecțioasă. Roger a supravieșuit, însă nu și Elvira. Moartea ei l-a adus pe Roger într-o depresie atât de puternică, încât stătea zile întregi închis în camera sa, încât erau mulți care spuneau că va muri și el. Roger a rămas văduv vreme de 15 ani și se va recăsători abia atunci când 4 dintre cei 5 fii avuți Elvira au murit și ei.

## Urmași
- Roger (n. 1118 – d. 12 mai 1148), declarat moștenitor și devenit duce de Apulia (din 1135), anterior posibil conte de Lecce.
- Tancred (n. 1119 – d. 1138), principe de Bari (din 1135).
- Alfons (n. 1120/1121 – d. 10 octombrie 1144), principe de Capua (din 1135) and duce de Neapole.
- O fiică (d. tânără, 1135).[3]
- Guillaume (n. 1131 – d. 7 May 1166), succesorul lui Roger, duce de Apulia (din 1148)
- Henric (n. 1135 – d. în copilărie).